# Campodorus shandongicus
Campodorus shandongicus (лат.) — вид мелких наездников—ихневмонид (Ichneumonidae) рода Campodorus из подсемейства Ctenopelmatinae (Mesoleiini). Китай (провинция Ляонин).
Мелкие наездники (длина тела 5—6 мм). Грудь и задние бёдра чёрные. Срединный продольный киль проподеума слабый или отсутствует. Тергиты брюшка красновато-коричневые. Задние тазики чёрные. Предположительно, как и другие виды рода, паразитируют на пилильщиках из семейства Tenthredinidae.
Вид был впервые описан в 2020 году китайскими энтомологами из General Station of Forest and Grassland Pest Management (National Forestry and Grassland Administration, Шэньян, Ляонин, Китай) и назван по месту обнаружения типовой серии (Шаньдун, Shandong Province). Сходен с видом Campodorus micropunctatus.